# Hitman: Contracts
Hitman: Contracts es el tercer juego de la saga Hitman, lanzado el 20 de abril de 2004. Es la precuela directa de Hitman: Blood Money que fue lanzado el 26 de mayo de 2006, y es el sucesor de Hitman 2: Silent Assassin.

## Trama
El 17 de marzo del 2004, dos años después de los acontecimientos del juego anterior, y durante los sucesos de Hitman Blood Money, el Agente 47 recibe un encargo por la agencia de contratos (ICA) junto con Diana, en la casa de ópera en París, Francia. Después del encargo exitoso, un policía le hiere de gravedad. Entonces el agente 47 camina inconscientemente hasta al hotel. Luego comienza con una escena que muestra al agente 47 herido, vagando por un oscuro pasillo del hotel y visita el interior de su habitación. Al entrar, se derrumba y comienza a tener alucinaciones sobre anteriores asesinatos que cometió, iniciando con lo que ocurrió después de matar al Dr. Ort-Meyer al final del juego original. Las misiones se centran principalmente en repeticiones de las misiones anteriores del juego original, excepto que son jugadas en reversa. Los gráficos, mapas y la inteligencia artificial han sido mejorados y personalizados. Tal vez debido al estado febril de la mente de 47 al recordar estas misiones anteriores, está lloviendo (o nevando que solamente está en la tercera misión) en casi todos los niveles. En el juego, 47 visita varios lugares, incluyendo Rumanía, Kamchatka, el Reino Unido, Róterdam, Budapest, Hong Kong, y finalmente París.
Mientras que 47 sufre, un médico enviado por la Agencia lo visita de forma inesperada y lo trata, y luego huye cuando descubre a los oficiales del GIGN rodeando el hotel. Al final del juego, 47 recupera la conciencia en la habitación del hotel con un informe de la misión expirado. Se revela que 47 fue contratado para matar a un embajador de EE.UU, Richard Delahunt, y un famoso tenor en una casa de ópera de París que se le conoce como Phillipe Berceuse. Él también recibió el encargo de matar a su amigo en común, el inspector Albert Fournier. Ese oficial de policía ha enviado un equipo de la policía para capturar a 47 después de descubrir su escondite.
47 descubre la situación en la que está. Se las arregla para matar al inspector y escapar de la zona. A continuación, hace su camino al aeropuerto, donde aborda un avión y se escapa del país. Su contacto, Diana, previamente una presencia en el otro lado de un sistema de comunicaciones, está en realidad sentada detrás de él. El jugador no le ve la cara. Ella advierte a 47 que alguien tiene en punto de mira tanto a él como a la Agencia, antes de deslizarle a sus pies un archivo y un maletín lleno de dinero. 47 acepta manejar el asunto y toma posesión de un archivo que nombra al grupo como La Franquicia, enemigo de la ICA, que busca socavarlos y ganar el control de los gobiernos en todo el mundo.
Finalmente se encuentra con el doblaje de los personajes, totalmente en castellano.

## Jugabilidad
En Hitman: Contracts, los jugadores controlan al agente 47 desde en modo tercera persona, quien es enviado a varios lugares en todo el mundo para asesinar objetivos específicos. Se puede usar una amplia gama de armas, desde cuchillos de cocina, rifles de asalto y pistolas hasta ametralladoras alimentadas por cinturón. Si bien se fomenta el sigilo y el subterfugio, el juego le permite al jugador adoptar un enfoque más violento y disparar para alcanzar los objetivos de su misión. A medida que los jugadores avanzan en el juego, pueden recolectar los diversos armamentos que se encuentran en los niveles, lo que les permite usarlos en futuras misiones. Además de las formas más sencillas de matar objetivos, como disparos y estrangulamiento, varias misiones permiten al jugador formas más sutiles de eliminar golpes, como el uso juicioso de veneno o la organización de "accidentes" como un ataque cardíaco inducido por calor dentro de una sauna.
La jugabilidad es similar al juego anterior. Los jugadores se clasifican según su rendimiento en función de varios factores; clave entre las que se encuentran el número de disparos, NPCs muertos (y si eran adversarios armados o inocentes), Y el número de veces que se alerta a los guardias. El rango más bajo es "Asesino en masa", que se otorga a los jugadores que matan a una gran cantidad de NPC en la búsqueda de su objetivo y no usan el sigilo. El rango más alto es "Asesino silencioso", que se obtiene cuando el jugador cumple su misión sin ser detectado y, en general, sin matar a nadie más que a los objetivos previstos.
En el transcurso del juego se intenta obtener esta calificación en cada nivel. Aunque se puede obtener aunque dispares una vez o tengas uno o dos encuentros, intentaremos que no pase nada de esto y acabes con “Todo ceros” al final. Esto quiere decir, no disparar, que no te disparen y que no levantes sospechas. Para eliminar enemigos, puedes usar el famoso cable de fibra o jeringuilla, estas formas de eliminación no alterarán la calificación final de Asesino silencioso.
En Hitman: Contracts continúa la tendencia de acciones sensibles al contexto (interfaz de usuario sensible al contexto), lo que significa que un botón se usa en múltiples situaciones para múltiples usos. Por ejemplo, cuando el jugador está cerca de una puerta, el botón sensible al contexto le permitirá realizar acciones relacionadas con la puerta, como mirar por el ojo de la cerradura, forzar la cerradura o, si está permitido, simplemente abrirla. Cuando el jugador está cerca de un NPC inconsciente o muerto, el mismo botón permitirá adquirir el atuendo de la persona o arrastrar el cuerpo a un área donde los guardias no lo encontrarán.
Junto con el botón sensible al contexto, también regresa el medidor de sospechas; este medidor informa a los jugadores qué tan cerca están de descubrir su respectiva tapadera. Acciones como correr en exceso en el interior, blandir armas abiertamente, residir en áreas restringidas o escabullirse pueden levantar sospechas. La proximidad también suele subir el contador. Si el medidor de sospechas se llena, los guardias abrirán fuego al ver al jugador y la cobertura actual se vuelve inútil. Si los guardias descubren un cuerpo caído, o si una persona inconsciente se despierta y los alerta, el medidor de sospechas aumentará mucho más rápido de lo que lo haría de otra manera.
Los disfraces se pueden encontrar en el entorno o tomarse de los cuerpos de los NPC masculinos. Dependiendo del disfraz, el jugador puede acceder a áreas restringidas a la mayoría de las personas en un nivel. Los guardias pueden ver estos disfraces, como se indicó anteriormente; p.ej. si los guardias en un nivel están todos empuñando escopetas, un jugador vestido como guardia pero no equipado de manera similar generará más sospechas. Además, ciertos comportamientos (como forzar cerraduras) harán que los guardias también vean a través de un disfraz.

### Niveles de dificultad
Hay tres niveles de dificultad: normal, experto y profesional. Dentro de las características más relevantes entre cada uno de ellos están la sensibilidad de alerta de los enemigos en el desarrollo del juego, en nivel profesional por ejemplo, se debe ser bastante siligoso y muy audaz logrando los objetivos si queremos obtener la máxima calificación, asesino silencioso; también se destaca número de veces que te permiten guardar la partida: siete, para nivel normal; dos, para nivel experto y ninguna para profesional.

## Desarrollo
La tercera entrega de juegos Hitman originalmente iba a ser destinado a ser el juego final de la trilogía, pero debido a la presión del tiempo de IO Interactive junto con, Eidos, IOI dividió en dos equipos para trabajar con Hitman: Contracts y Hitman: Blood Money al mismo tiempo, con Hitman: Contracts siendo un juego más pequeño que contiene niveles remasterizados del primer juego además de nuevos niveles. Hitman: Contracts se desarrolló con un cronograma ajustado para lanzarse dos años después de Hitman 2: Silent Assassin.

## Recepción
Esta entrega no fue tan bien recibida como las anteriores de la saga. Muchos criticaban la dificultad del título y el hecho de que muchas misiones son las mismas que aparecían en el primer título con algunas modificaciones, en vez de creaciones originales. A pesar de eso, la crítica en general fue positiva.
Los críticos elogiaron los elementos de juego mejorados, los gráficos, la banda sonora, el tono y la atmósfera más oscuros, mientras que las críticas se dirigieron hacia la familiaridad y la falta de cambios y adiciones significativos con respecto al juego anterior.
Aunque a Greg Kasavin de GameSpot le gustó que algunas de las misiones de Hitman: Codename 47 aparezcan aquí con mejoras gráficas, sintió que era un "movimiento barato". Kasavin también criticó la dificultad normal del juego; sintió que era demasiado fácil y que los jugadores pueden tomar la ruta del Asesino en masa con pocas o ninguna consecuencia.
Payton Cook, que escribe para PowerSteam, describió el juego en general de manera positiva y criticó negativamente solo el precio.